# براندان ماكفرلين
براندان ماكفرلين (بالإنجليزية: Brendan McFarlane)‏ هو ناشط سياسي بريطاني، ولد في 1951 في بلفاست في المملكة المتحدة.